# 甘肃等处行中书省
甘肃等处行中书省，简称甘肃行中书省、甘肃行省、甘肃省或甘肃，是直属元朝中央政府的一级行政区，废除西夏中兴行省而建立。其省会曾由兴庆府移置甘州府。至元二十三年（1286年），徙置西夏中兴行省省会于甘州（今甘肃张掖市），立甘肃行省（即甘肃行中书省）。至元二十四年，以中兴府隶甘肃行省。甘肃行中书省为元朝中国本部的10个行中书省（不含征东行省等）之一，辖境包括今宁夏回族自治区，甘肃省大部、青海省东北部、内蒙古自治区以及陕西省北部的部分地区。南与四川行省等接壤。

## 历史

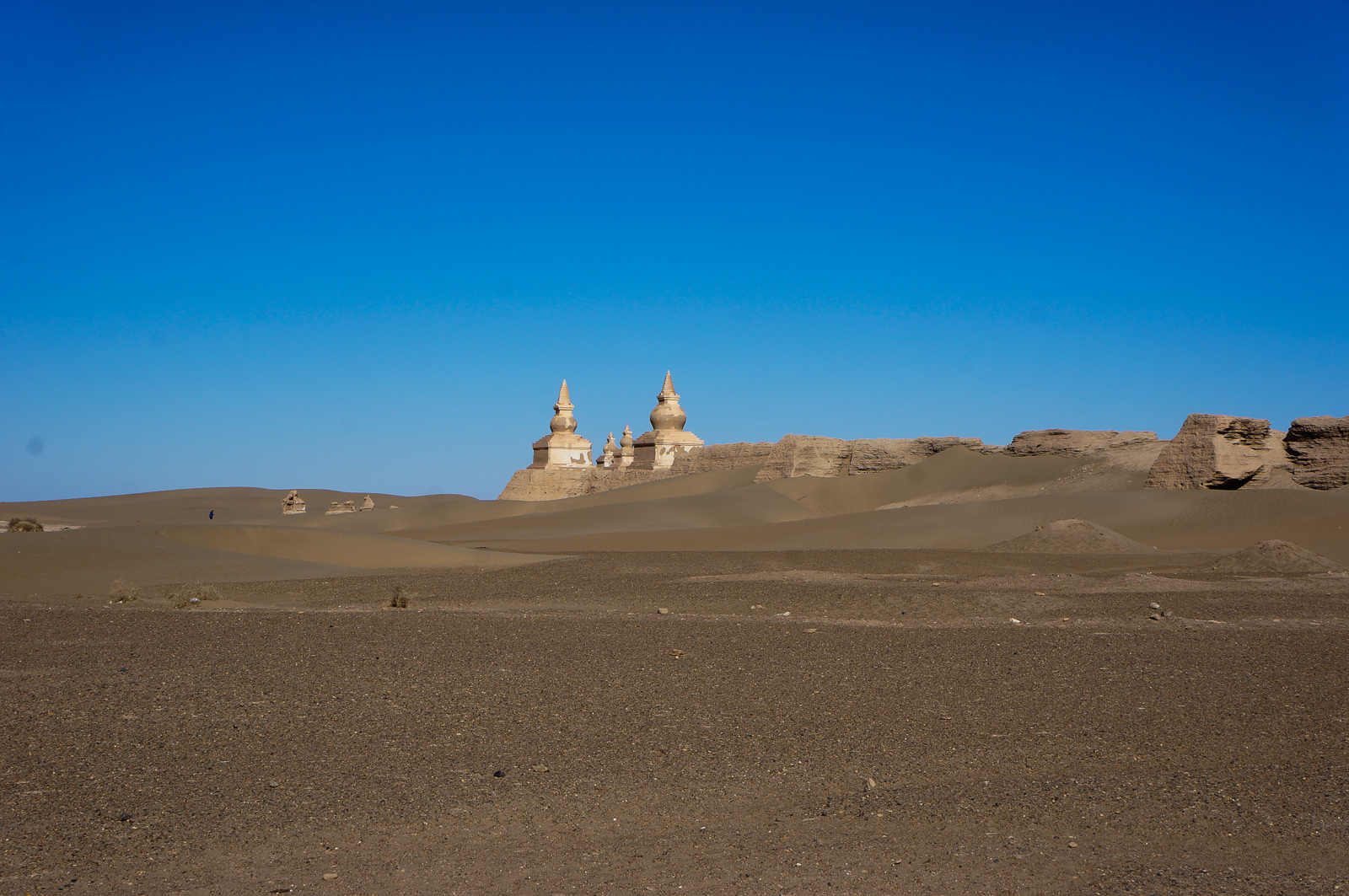
亦集乃路遺跡

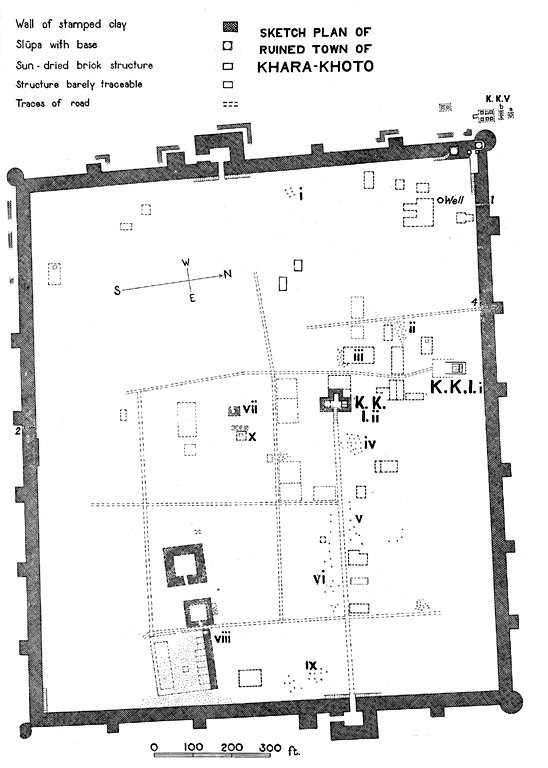
黑城推測平面圖

1206年成吉思汗建立了大蒙古国，1224年蒙古第二次攻打西夏，西夏皇帝李德旺向蒙古投降，送人质，才得免灭国。1225年成吉思汗西征得胜后又开始对西夏的进攻。1226年李德旺病死，他的侄子李睍被推为皇帝。1227年李睍在中興府被圍半年後投降蒙古，西夏百姓“穿凿土石，以避锋镝，免者百无一二，白骨蔽野”。成吉思汗此时已病死六盘山，但密不发丧，以免西夏反悔。李睍投降后按照成吉思汗遗嘱被杀，中興府軍民也全被屠殺，西夏灭亡。元初在西夏故地置宁夏行省（取「夏地安宁」意得省名，始有“宁夏”地名），以西夏故都兴庆府（今宁夏银川）为中兴府，至元十年(1273年)，罢之。十八年（1281年）复立，二十二年（1285年）复罢，改立宁夏宣慰司。二十三年（1286年），将该行省治所从中兴府（今宁夏银川）于甘州（今甘肃张掖），立甘肃行省（即甘肃行中书省）。至元二十四年（1287年）将宁夏行省并入甘肃行省，于宁夏设宁夏府路。
甘肃等处行省正是在西夏故土上设立的，其范围在今宁夏回族自治区，甘肃省大部、青海省东北部、内蒙古自治区以及陕西省北部的部分地区。
元史记载‘中統二年（1261年），立行省（西夏中興行省）於中興（中興府，今宁夏银川）。至元十年(1273年)，罷之。十八年（1281年）復立，二十二年（1285年）復罷，改立宣慰司。二十三年（1286年），徙置中興省於甘州，立甘肅行省（即甘肃行中书省）。三十一年(1294年)，分省按治寧夏（即宁夏行省，省会中兴府今银川），尋並歸之。本省治甘州路，統有七路、二州。’

### 引用
1. ↑  明代《弘治宁夏新志》
2. ↑  .   [2009-10-05]. （原始内容存档于2011-11-09）.